# Sphaerodactylus nigropunctatus
Espèce
Synonymes
- Sphaerodactylus decoratus Garman, 1888
- Sphaerodactylus flavicaudus Barbour, 1904
- Sphaerodactylus gibbus Barbour, 1921
- Sphaerodactylus alayoi Grant, 1959
- Sphaerodactylus decoratus atessares Thomas & Schwartz, 1966
- Sphaerodactylus decoratus granti Thomas & Schwartz, 1966
- Sphaerodactylus decoratus lissodesmus Thomas & Schwartz, 1966
- Sphaerodactylus torrei ocujal Thomas & Schwartz, 1966

Sphaerodactylus nigropunctatus est une espèce de geckos de la famille des Sphaerodactylidae.

## Répartition

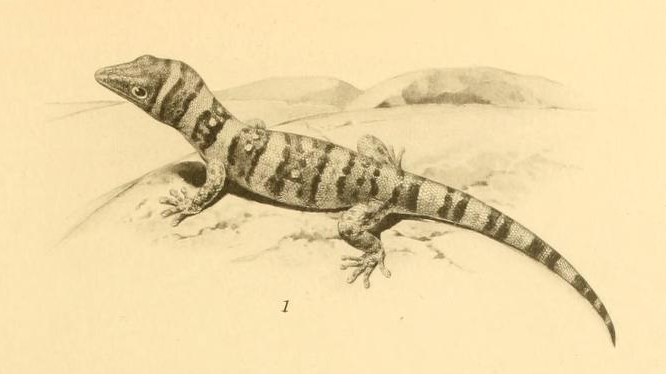
Sphaerodactylus nigropunctatus decoratus

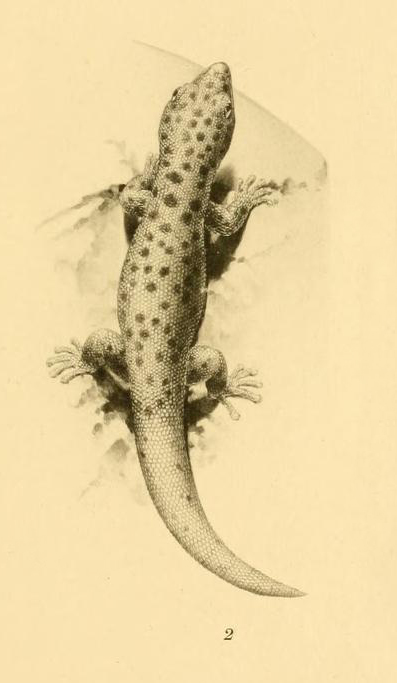
Sphaerodactylus nigropunctatus gibbus

Cette espèce se rencontre :
- à Cuba ;
- dans le banc de Porto Rico ;
- aux Bahamas.

## Liste des sous-espèces
Selon The Reptile Database (21 juin 2012) :
- Sphaerodactylus nigropunctatus alayoi Grant, 1959
- Sphaerodactylus nigropunctatus atessares Thomas & Schwartz, 1966
- Sphaerodactylus nigropunctatus decoratus Garman, 1888
- Sphaerodactylus nigropunctatus flavicauda Barbour, 1904
- Sphaerodactylus nigropunctatus gibbus Barbour, 1921
- Sphaerodactylus nigropunctatus granti Thomas & Schwartz, 1966
- Sphaerodactylus nigropunctatus lissodesmus Thomas & Schwartz, 1966
- Sphaerodactylus nigropunctatus nigropunctatus Gray, 1845
- Sphaerodactylus nigropunctatus ocujal Thomas & Schwartz, 1966
- Sphaerodactylus nigropunctatus porrasi Schwartz, 1972
- Sphaerodactylus nigropunctatus strategus Thomas & Schwartz, 1966

## Publications originales
- Barbour, 1904 : Batrachia and Reptilia from the Bahamas. Bulletin of the Museum of Comparative Zoology at Harvard College, vol. 46, p. 55-61 (texte intégral).
- Barbour, 1921 : Sphaerodactylus. Memoirs of the Museum of Comparative Zoölogy at Harvard College, vol. 47, n. 3, p. 215-282 (texte intégral).
- Garman, 1888 : Reptiles and batrachians from the Caymans and from the Bahamas Collected by Prof. C. J. Maynard for the Museum of Comparative Zoology at Cambridge. Massachusetts Bulletin of the Essex Institute, vol. 20, p. 101-113 (texte intégral).
- Grant, 1959 : A new Sphaerodactylus from Guantanamo, Cuba. Herpetologica, vol. 15, n. 1, p. 49-53.
- Gray, 1845 : Catalogue of the specimens of lizards in the collection of the British Museum, p. 1-289 (texte intégral).
- Schwartz, 1972 : A new subspecies of Sphaerodactylus decoratus (Sauria, Gekkonidae) from the Bahama Islands. Herpetologica, vol. 28, p. 247-251
- Thomas & Schwartz, 1966 : The Sphaerodactylus decoratus complex in the West Indies. Brigham Young University science bulletin. Biological series, vol. 7, p. 1-26 (texte intégral).